# رسلان حسب اللەتوف
رسلان عمرانوفيتش حسب اللەتوف (بالشيشانية: Хасбола́ти Имра́ни кIант Руслан)‏ هو آخر رئيس لمجلس السوفيت الأعلى لروسيا الاتحادية في العهد السوفيتي، حتى عام 1993 كان من أنصار بوريس يلتسين، أول رئيس لروسيا الاتحادية، ثم أصبح من ألد خصومه، وأحد الشخصيات الفاعلة في الأزمة الدستورية التي نشبت عام 1993. وفي عام 1994 أصبح منظما لـ«مهمة البروفيسور حسب اللەتوف» في الشيشان.
رسلان حسب اللەتوف من أصول شيشانية، وقد ولد في مدينة غروزني عام 1942. وفي عام 1962 التحق بكلية الحقوق بجامعة موسكو الحكومية، وفي عام 1970 حصل على الدكتوراة من كلية الاقتصاد – قسم اقتصاديات الدول الأجنبية. في عام 1990 اُنتخب حسب اللەتوف نائبًا للشعب عن جمهورية الشيشان، وفي أكتوبر 1991 أصبح رئيسا لمجلس السوفيت الأعلى لروسيا الاتحادية.
عمل منذ عام 1994 رئيسًا لقسم الاقتصاد العالمي في أكاديمية بليخانوف الروسية. حسب رأي المشاركين في أحداث أغسطس 1991 لعب حسب اللەتوف دورًا حاسمًا في إحباط محاولة الانقلاب التي أدت فيما بعد إلى تفكك الاتحاد السوفيتي.